# Leptoplana tremellaris
Leptoplana tremellaris är en plattmaskart som beskrevs av O. F. Mueller 1774. Leptoplana tremellaris ingår i släktet Leptoplana och familjen Leptoplanidae. Inga underarter finns listade i Catalogue of Life.